# Ray Anthony
Raymond Antonini más conocido como Ray Anthony (Bentleyville, Pensilvania, 20 de enero de 1922) es un trompetista, compositor y actor estadounidense de ascendencia italiana.

## Biografía
A los 5 años, Anthony se mudó con su familia a Cleveland, donde comenzó a estudiar trompeta con su padre Guerrino. Guerrino nació en San Demetrio ne' Vestini y emigró a América en 1914. Ray tocó con la orquesta de Glenn Miller entre 1940-1941 antes de que se alistara en la Armada durante la Segunda Guerra Mundial. Después de la guerra, formó su banda: la Ray Anthony Orchestra. La orquesta se tornó muy popular en los años 50 con grabaciones que incluyen obras clásicas como "The Bunny Hop" y "Hokey Pokey ", tema musical de Dragnet.
De 1953 a 1954 Anthony fue el director musical de la serie de televisión Top Tunes y apareció en el filme de Fred Astaire "Papà gambalunga. En 1955, se casó con la actriz y sex symbol Mamie Van Doren e inicia carrera de actor. Fue la estrella en el programa de TV Ray Anthony Show (1956-1957).
Anthony apareció en varios filmes durante los años 50, incluyendo The Five Pennies y en los filmes de Van Doren High School Confidential y Girls Town.
Anthony y Van Doren se divorciaron en 1961 y terminó al mismo tiempo su breve carrera como actor. No obstante, él continuó su carrera musical y tuvo otro álbum de éxito con el tema de la serie Peter Gunn compuesta por Henry Mancini, que también era músico oriundo de los Abruzzo.
Anthony fue homenajeado con una estrella en el Paseo de la Fama de Hollywood, fue amigo íntimo de Hugh Hefner y apareció en varios episodios de The Girls Next Door.